# عمارة باريس

الكلية الحربية (1751-1780)، آنج جاك غابرييل.

تتمتع مدينة باريس بأمثلة بارزة في الهندسة المعمارية لكل حقبة زمنية، منذ العصور الوسطى حتى القرن الحادي والعشرين. تعد باريس منشأ الطراز القوطي وتمتلك آثارًا مهمة تعود إلى عصر النهضة الفرنسية والعمارة الكلاسيكية الجديدة والطراز القوطي اللَّهَبيّ في عهد نابليون الثالث، والحقبة الجميلة وأسلوب الفن الجديد. أضاف المعرض العالمي الكبير (1889) و1900 معالم باريسية تضمنت برج إيفل والقصر الكبير. ظهر أسلوب الفن الجديد في القرن العشرين لأول مرة في باريس، وأثّر المهندسون المعماريون الباريسيون كذلك على عمارة ما بعد الحداثة في النصف الثاني من القرن.

## العمارة الغالية الرومانية
لم يتبق سوى القليل جدًا من عمارة مدينة لوتيتيا القديمة، التي أسستها قبيلة من قبائل السِلت تعرف باسم «باريسي»، نحو القرن الثالث قبل الميلاد. غزاها الرومان في عام 52 قبل الميلاد، وتحولت إلى مدينة ذات حامية عسكرية غالية- رومانية. أعيد بناؤها في القرن الأول الميلادي وفق المخطط الروماني الكلاسيكي؛ محور شمالي- جنوبي أو ما يعرف باسم كاردو (الآن شارع سان جاك)؛ ومحور شرقي- غربي أو ديكومانوس، الذي وجدت آثاره في إيل دو لا سيتي (جزيرة المدينة) في نهر السين في باريس. أقيم مركز الإدارة الرومانية في الجزيرة؛ وقام قصر الحاكم الروماني حيث يقوم قصر العدل اليوم. كانت الضفة اليمنى أرضًا بكرًا إلى حد كبير، بينما نشأت المدينة على الضفة اليسرى على سفوح جبل سان جينفيف. تأسس المنتدى الروماني على قمة التل تحت شارع سوفلوت الحالي، بين بولفارد سان ميشيل وشارع سان جاك.
احتوت المدينة الرومانية ثلاث حمامات كبيرة بالقرب من المنتدى، تصل إليها المياه عن طريق قناة بطول 46 كيلو مترًا. لا يزال من الممكن رؤية آثار أحد الحمامات وهو حمام تيرمي دو كلوني (حمامات كلوني الحرارية)، في شارع سان ميشيل. هذا الحمام هو الأكبر بين الحمامات الثلاثة، وتبلغ أبعاده مئة متر طولًا وخمسة وستين متر عرضًا، بني في نهاية القرن الثاني أو بداية القرن الثالث قبل الميلاد في ذروة عظمة المدينة. أصبحت الحمامات اليوم جزءًا من المتحف الوطني للعصور الوسطى. توجد بقايا المدرج الروماني المسمى بمدرج أرين دو لوتيس، الذي اكتُشف ورُمم في القرن التاسع عشر، في مكان قريب في شارع مونج. على الرغم من أن التعداد السكاني للمدينة لم يتجاوز ربما 5-6 آلاف شخص، إلا أن أبعاد المدرج كانت 130 متر طولًا و100 متر عرضًا، بسعة قدرها خمسة عشر آلاف شخص. بقي خمسة عشر صفًّا من المقاعد من أصل خمسة وثلاثين. بُني المدرج في القرن الأول الميلادي واستُخدم لاستعراض صراع المجالدين مع الحيوانات إضافةً إلى العروض المسرحية.
اكتُشفت قطعة بارزة أخرى تعود للعمارة الغالية-رومانية، تحت مكان الجوقة في كاتدرائية نوتردام في باريس؛ وهي عبارة عن عمود البحارة، جزء من عمود روماني نُقشت عليه رسوم للآلهة الرومانية والغاليّة. من المحتمل أنه أُنجز في بداية القرن الأول في عهد الإمبراطور تيبيريوس تكريمًا لرابطة البحارة الذين لعبوا دورًا مهمًا في اقتصاد المدينة وحياتها الدينية والمدنيّة. يُعرض العمود اليوم في الحمامات الرومانية في متحف العصور الوسطى. عُثر على أجزاء أخرى من العمارة الغالية- الرومانية في سرداب أسفل الساحة أمام كاتدرائية نوتردام؛ وفي كنيسة سان بيير دي مونمارتر، حيث أعيد استخدام عدة أعمدة رومانية، ربما من أحد المعابد، في أواخر القرن الثاني عشر لبناء كنيسة مسيحية.

## الكنائس الرومانية
تمتلك باريس، على عكس جنوب فرنسا، عدد قليل جدًا من أمثلة العمارة الرومانية؛ أعيد بناء معظم الكنائس والمباني الرومانية الأخرى على الطراز القوطي. إن المثال الأبرز للهندسة المعمارية الرومانية في باريس هو كنيسة دير سان جيرمان دي بري، التي بنيت بين عامي 990 و1160 في عهد روبرت الثاني ملك فرنسا. دُمرت كنيسة أقدم على يد الفايكينغ في القرن التاسع. إن أقدم عناصر الكنيسة الأصلية الموجودة اليوم هي، البرج (أضيف حامل الجرس أعلاه في القرن الثاني عشر)، ومصلى القديس سيمفوريان، على الجانب الجنوبي من برج الجرس الذي بني في القرن الحادي عشر، ويعتبر أقدم مكان عبادة موجود في باريس. أضيف مكان الجوقة القوطية، بدعاماتها القوسية في منتصف القرن الثاني عشر، وقد قُدست من قبل البابا ألكسندر الثالث عام 1163. وكانت واحدة من أقدم عناصر الطراز القوطي الموجودة في كنيسة باريسية.
يُعثر على العناصر الرومانية والقوطية معًا في العديد من كنائس باريس القديمة. تعد كنيسة سان بيير دي مونمارتر (1200-1147) المبنى الوحيد الباقي من دير مونمارتر الضخم، والذي احتلّ قمة التل في السابق؛ يحتوي المبنى على كل من أعمدة رومانية قديمة وأحد الأمثلة الأولى للسقف المقوس القوطي في صحن الكنيسة بالقرب من مكان الجوقة. أعيد بناء الجزء الداخلي من كنيسة سان جوليان لو بوفر (1220-1170) على نطاق واسع، لكنها لا تزال تحتوي على أعمدة رومانية ضخمة، ويعد الجزء الخارجي مثالًا كلاسيكيًا على الطراز الروماني القوطي. يحتوي دير سان مارتن دي شامب السابق (1140-1060) على مكان للجوقة ومصليات مدعومة بالكونترفورت وبرج جرس روماني. تعود ملكيته اليوم لمتحف الفنون والحرف اليدوية.

## العصور الوسطى

### قصر المدينة
أصبح هيو كابيت أول ملك لفرنسا في عام 987، وأنشأ عاصمته في باريس على الرغم من أن مملكته في ذلك الوقت كانت أكبر بقليل من إيل دو فرانس أو منطقة باريس الحديثة. أُنشئ أول مقر ملكي وهو قصر المدينة، داخل القلعة الواقعة في الطرف الغربي من إيل دو لا سيتي (جزيرة المدينة)، حيث أنشأ الحكام الرومان مقر إقامتهم. وسع كابيت وخلفاؤه مملكتهم بالتدريج من خلال ما قاموا به من زيجات وفتوحات.  وبنى ابنه روبرت الثاني ملك فرنسا (1031-972) القصر الأول، قصر المدينة، والمصْلَى الملكي داخل أسوار القلعة، وقام خلفاؤه بتزويقه على مر القرون؛ ومع حلول عهد فيليب الرابع ملك فرنسا (الملقب بالوسيم) في القرن الرابع عشر، كان القصر الأكثر روعة في أوروبا.  إن أطول تشييد من بين الأبنية هو برج لو غروس أو البرج الكبير، الذي بناه لويس السادس ملك فرنسا (الملقب بالبدين) بين عامي 1080 و1137. يبلغ قطر قاعدته 11.7 متر وسمك جدرانه ثلاثة أمتار، وبقي قائمًا حتى هدمه في عام 1776. تضمنت مجموعة المباني (تُظهر الصورة على اليمين كيف كانت بين عامي 1412 و1416) مقرًا ملكيًا وقاعة احتفالات كبيرة وأربعة أبراج ضخمة على طول نهر السين على الجانب الشمالي من الجزيرة، إضافة إلى معرض من المحلات التجارية الفاخرة، أول مركز تسوق في باريس. بنى الملك لويس التاسع الذي عُرف لاحقًا باسم القديس لويس، كنيسة رائعة على الطراز القوطي، هي مصلى سان شابيل الكنسي بين عامي 1242 و1248 وذلك لإيواء أثريات آلام المسيح التي حاز عليها من إمبراطور بيزنطة.
أدى تمرد التجار الباريسيين على السلطة الملكية بقيادة إتيان مارسيل في عام 1358، إلى قيام الملك شارل الخامس ملك فرنسا بنقل مقر إقامته إلى قصر جديد، فندق سان بول، بالقرب من سجن الباستيل على الطرف الشرقي من المدينة. استُخدم القصر في بعض الأحيان للاحتفالات الخاصة والترحيب بالملوك الأجانب، لكنه ضم مكاتب المملكة الإدارية ومحاكمها، إضافة إلى سجنٍ مهم. دُمرت القاعة الكبرى بفعل حريق في عام 1618 وأعيد بناؤها؛ دمر حريق آخر مقر إقامة الملك في برج مونتغمري في عام 1776. ضمّ ذلك المبنى المحكمة الثورية خلال الثورة الفرنسية؛ حُوكم مئات الأشخاص، بمن فيهم الملكة ماري أنطوانيت، وسُجنوا هناك قبل نقلهم إلى المقصلة. كان مبنى كونسيرجيري بمثابة سجن ومحكمة، أحرقته كومونة باريس في عام 1871 لكن أعيد بناؤه من جديد. أُغلق السجن في عام 1934 وأصبح متحف كونسيرجيري.